# Superiority Complex
Superiority Complex è il secondo album in studio della band punk rock canadese Wednesday Night Heroes, pubblicato il 16 settembre 2003 dalla Longshot Music.

## Tracce
1. Music for the People – 3:01
2. Abandoned Youth – 2:20
3. Another Wasted Night – 1:41
4. Break Down the Walls – 2:15
5. Feedback – 2:05
6. Self Destruct – 1:37
7. No Room Left for You – 2:10
8. Knock Us Down – 2:21
9. Defenseless – 2:11
10. Style Over Substance – 3:20
11. Persevere – 2:36
12. We Want the Truth – 1:31

## Formazione
- Graeme MacKinnon - voce
- Luke MacKinnon - chitarra
- Konrad Adrelunas - basso
- Jay Zazula - batteria